# Ichneumon haemorrhoicus
Ichneumon haemorrhoicus är en stekelart som beskrevs av Joseph Kriechbaumer 1887. Ichneumon haemorrhoicus ingår i släktet Ichneumon och familjen brokparasitsteklar. Arten är reproducerande i Sverige. Utöver nominatformen finns också underarten I. h. crassigena.